# Дуаз-Игрежаш (Паредеш)
Дуаз-Игрежаш (порт. Duas Igrejas) — район (фрегезия) в Португалии, входит в округ Порту. Является составной частью муниципалитета Паредеш. По старому административному делению входил в провинцию Дору-Литорал. Входит в экономико-статистический субрегион Тамега, который входит в Северный регион.
Население составляет 3843 человека на 2001 год. Занимает площадь 4,10 км².
Покровителем района считается Дева Мария (порт. Nossa Senhora do Ó).